# Csordás négyesikrek
A Csordás négyesikrek (Csordás István, Csordás György, Csordás János, Csordás László) (Kaposvár, 1952. május 24.  –) magyar ikrek, akiknek keresztapja Rákosi Mátyás volt.

## Életútjuk
Az ikrek 1952. május 24-én születtek Kaposváron. Édesapjuk Csordás József nagytoldipusztai erdőmunkás. Négyből hárman a megszólalásig hasonlítottak egymásra, csak László nézett ki másképp. Mivel akkor még nem létezett ultrahang, így nem tudták, az édesanya hány babával terhes. A harmadik fiú után az orvos elhagyta a szobát, úgy hívták vissza a folyosóról. 
Az '50-es években viszonylag kevés volt az ikerterhesség, pláne a négyesiker-terhesség, így a fiúkra rögtön felfigyelt a sajtó, azon túl pedig a politika is. Rákosi Mátyás miniszterelnök, miután tudomást szerzett az esetről, személyesen vállalta a keresztapaságot és a névadó szülő szerepét. Mivel a szülők szegényesen éltek, és még két nagyobb gyermekük is volt otthon (később még egy született, így a család összesen hét gyerekre bővült), a miniszterelnök elintézte, hogy a gyerekek a kórház után ne haza, hanem a Völgy utcai Gyermekvédő Otthonba kerüljenek, ahol életük első három évét töltötték, s ahol a szülők rendszeresen látogatták őket. Itt Garai Gabriella volt a gondozójuk. A fiúk végül 1955. július 19-én kerültek haza Nagytoldipusztára.
„Nagyon örülök a piciknek, mert tudom, hogy fel fogom tudni nevelni őket. Ha arra gondolok, hogy a múlt rendszerben érhetett volna ez a bő gyermekáldás, nem is tudom, hova, kihez fordultam volna. Most azonban tudom, népi demokráciáink minden segítséget meg fog adni, hogy erős, boldog férfiak váljanak kicsi gyermekeimből.” – Csordásné
A gyerekek hazatértük után is a reflektorfényben maradtak. A fiúkról a híradó is tudósított, illetve később az újság is írt róluk sokszor (pl. a tizedik születésnapjukon). 
A négy fiú az 1970-es évek elején katonának állt, akkor forgatták velük egy kisfilmet is, ami nagy népszerűségre tett szert, főleg a fiatal nők, lányok körében. Az ikrek ezt követően jó időre kikoptak a köztudatból. 

## A Csordás ikrek napjainkban
Az ikreket Keleti Éva fotós kereste fel újra 2019-ben, amikor több alanyát is újrafotózta modern eszközökkel.
Csordás István és Csordás János mindketten karosszérialakatosnak tanultak, majd a Volánnak dolgoztak, István mint sofőr, János mint karbantartó. László katonának tanult, majd mikor leszerelt, árukihordó lett. Később kalauz lett belőle, végül ő is a Volánhoz szerződött jegyellenőrnek. György szobafestőként dolgozott. Végül mind a négyen nyugdíjba mentek.
Csordás István 2004-ben, 52 évesen hunyt el rákbetegségben.
Csordás László 2021-ben elkapta a Covid-fertőzést, de túlélte. 